# Dekanat Łódź-Radogoszcz
Dekanat Łódź-Radogoszcz – dekanat archidiecezji łódzkiej. Zamieszkuje go około 60 tys. wiernych. Terytorialnie obejmuje łódzkie osiedla Radogoszcz i Łagiewniki.
Funkcję dziekana od 2020 pełni ks. Jarosław Pater.  
W skład dekanatu wchodzi 7 łódzkich parafii:
- Parafia Matki Boskiej Pocieszenia, z siedzibą przy ulicy Jabłoniowej 2.
- Parafia Najświętszej Maryi Panny Królowej Polski, z siedzibą przy ulicy Zgierskiej 230/232.
- Parafia Najświętszej Maryi Panny Łaskawej, z siedzibą przy ulicy Goplańskiej 11/13.
- Parafia Najświętszego Sakramentu, z siedzibą przy ulicy  Sobótki 11.
- Parafia Najświętszego Serca Jezusowego i Świętej Marii Małgorzaty Alacoque, z siedzibą przy ulicy Zgierskiej 123.
- Parafia Opieki Świętego Józefa i Matki Boskiej z Góry Karmel, z siedzibą przy ulicy Liściastej 9.
- Parafia Świętego Antoniego Padewskiego i Świętego Jana Chrzciciela, z siedzibą przy ulicy Okólnej 185 (w lesie Łagiewnickim).